# ارتمنوف (دهانه)
ارتمنوف یک دهانه برخوردی در ماه است.